# CrossFit

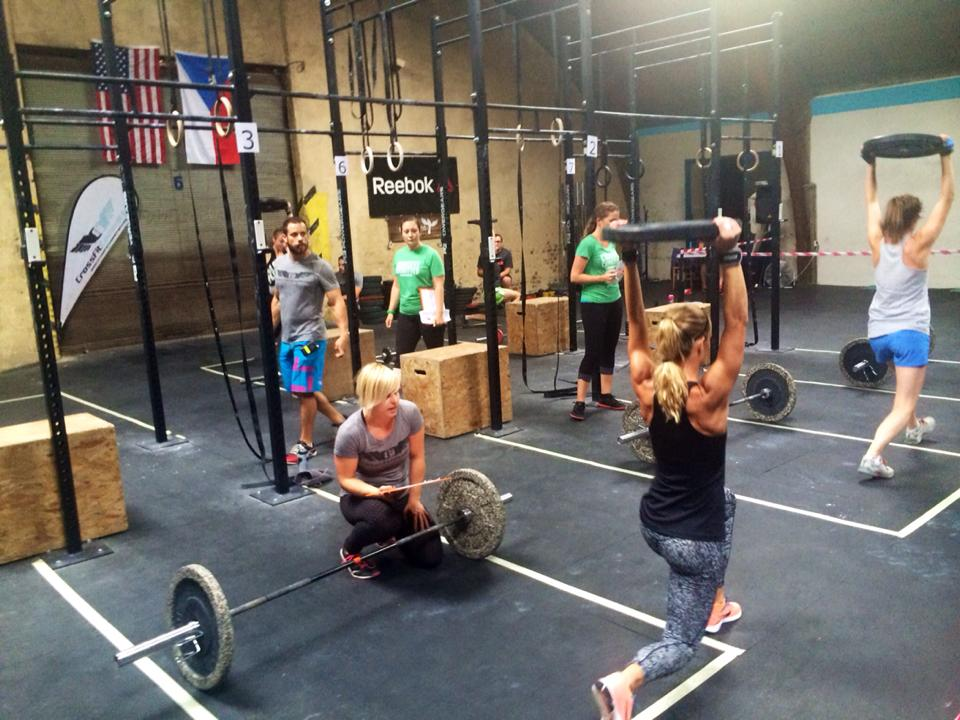
CrossFit (2016)

CrossFit ist ein Kraft- und Konditionierungsprogramm mit einer Fitnesstrainingsmethode, die von dem gleichnamigen US-amerikanischen Unternehmen vertrieben wird und unter anderem Gewichtheben, Sprinten, Eigengewichtsübungen sowie Turnen miteinander verbindet. Ziel ist es, die Trainierenden in zehn verschiedenen Fitnessdisziplinen ausgewogen zu entwickeln: Ausdauer (kardiovaskuläre bzw. respiratorische Ausdauer und Durchhaltevermögen), Kraft (Leistung und Stärke), Beweglichkeit, Schnelligkeit, Geschicklichkeit, Balance, Koordination und Genauigkeit. CrossFit definiert Fitness als höhere Leistungsfähigkeit in allen diesen Bereichen. Kritisiert wird unter anderem, dass man schon nach einem Wochenendkurs für 1000 US-Dollar als Übungsleiter arbeiten kann.

## Methoden und Anwender
CrossFit-Trainierende rennen, rudern, springen Seil, schwimmen, klettern Seile hoch und tragen ungewöhnliche Gegenstände. Sie bewegen rasch große Lasten über größere Entfernungen und setzen Kraftdreikampf- sowie Gewichthebertechniken ein. Weiter verwenden sie Hanteln, Gymnastikringe, Klimmzugstangen, Kettlebells und viele Eigengewichtübungen. Im Jahr 2009 wurde CrossFit in fast 2000 Trainingseinrichtungen weltweit angeboten, mittlerweile ist diese Zahl auf über 14.000 im Jahr 2018 angestiegen. Es wird von verschiedenen Polizei-, Feuerwehr- und militärischen Organisationen als Teil ihres Fitnessprogramms eingesetzt, darunter den kanadischen Streitkräften und dem dänischen Leibgarderegiment.
CrossFit wurde von US-amerikanischen und kanadischen High-School-Sportlehrern, High-School-College-Teams und einem Team der Major League Baseball übernommen.

## Trainingsablauf
CrossFit-Trainingseinheiten dauern rund eine Stunde und bestehen aus
- Aufwärmen (Warm-up),
- Fertigkeitstraining (Skill development) ggf. verbunden mit Kraftübungen,
- einem zehn- bis zwanzigminütigen Hochintensitätstraining (Conditioning) und
- Dehnübungen (Stretching).

Das Kernstück jeder Einheit ist die mit sehr hoher Intensität ausgeführte Durchführung der Trainingsübungen (Conditioning oder MetCon für „Metabolic Conditioning“). Jede Einheit, auch Workout of the Day (WOD) genannt, besteht meist aus einer Reihe verschiedener Übungen, die in mehreren Runden ausgeführt werden. Dabei ist entweder eine vorgegebene Anzahl an Runden in möglichst geringer Zeit auszuführen, oder in einer vorgegebenen Zeit eine möglichst hohe Anzahl an Runden bzw. Wiederholungen. Das Training erhält dadurch einen kompetitiven Charakter und ist die Grundlage des wettkampfmäßigen CrossFit. Durch einen vor dem Training festgesetzten Rhythmus aus Arbeit und Erholungspausen kann das Training intensiviert werden. Aus dem Grundsatz „constantly varied functional movements performed at a high intensity“ wird deutlich, dass das Training stetig variiert. Somit kann jeder Anwender den Steilheitsgrad der Übungen seinem eigenen Fitnesszustand anpassen. Diese Art der Zirkeltrainingsform ist integraler Bestandteil eines jeden CrossFit-Workouts. Trainingseinheiten werden von CrossFit-zertifizierten Trainern der jeweiligen sogenannten CrossFit-Boxen – den Sportstätten, in denen das Training stattfindet – selbst zusammengestellt, oder auf der CrossFit-Website veröffentlicht. Dazu gehören auch eine Reihe von standardisierten Trainingseinheiten, die als Benchmark für die Messung des Trainingsfortschritts verwendet werden, beispielsweise:
- Cindy: 5 Klimmzüge, 10 Liegestützen, 15 Kniebeugen; so viele Runden wie möglich in 20 Minuten[27]
- Fran: Thruster (Kniebeuge und 95-Pfund-Hanteln über den Kopf stemmen) und Klimmzüge; 21/15/9 Wiederholungen in möglichst kurzer Zeit.

Darüber hinaus gibt es auch noch deutlich anspruchsvollere, standardisierte Workouts. Sogenannte Hero-Workouts, benannt nach im Einsatz verstorbenen Soldaten bzw. Polizisten der USA, sind deutlich anstrengender und werden in der Regel von fortgeschrittenen Athleten durchgeführt, beispielsweise:
- Murph: 1 Meile laufen, 100 Klimmzüge, 200 Liegestütz, 300 Kniebeugen, 1 Meile laufen; möglichst mit Gewichtsweste, in möglichst kurzer Zeit
- JT: Handstand Pushup (ähnlich Liegestütz, aber im Handstand an eine Wand gelehnt), Ring Dips (Barrenstütz in Gymnastikringen), Liegestütz; 21/15/9 Wiederholungen in möglichst kurzer Zeit.

## Wettkämpfe
Im Rahmen der jährlichen CrossFit-Games wird CrossFit seit 2007 auch wettkampfmäßig betrieben. Die CrossFit-Games sind in diesem Kontext so etwas wie die Weltmeisterschaften im CrossFit, deren Anspruch es ist, die „fittesten Menschen der Welt“ zu ermitteln. Im Jahr 2010 betrug das Preisgeld für den Sieger und die Siegerin je 25.000 Dollar. Dieses Preisgeld wurde 2010 vom Nahrungsergänzungsmittel-Hersteller Progenex gesponsert, bevor Reebok 2011 das Hauptsponsoring übernahm und das Preisgeld sowohl 2011 und 2012 auf 250.000 Dollar festsetzte. In den Jahren 2011, 2012, 2013 und 2014 dominierten Rich Froning bei den Männern, 2011 und 2012 Anníe Mist Þórisdóttir und 2013 Samantha Briggs bei den Frauen das Feld der CrossFit-Athleten bei den CrossFit-Games. Die Gewinnerin 2014 war Camille Leblanc-Bazinet, 2015 holten Ben Smith und Katrín Tanja Davíðsdóttir den Titel. 2016 bis 2019 holte Matthew Fraser den Titel bei den Männern. In der Szene gab es in den vergangenen Jahren auch Dopingfälle. So wurden etwa im Jahr 2018 gleich 14 Teilnehmer von den Wettkämpfen ausgeschlossen.

## Unternehmen

### Angebot
CrossFit bietet selbst keine Trainings an; stattdessen finanziert sich das Unternehmen durch Kursgebühren und Lizenzgebühren der Trainer (Affiliates), welche im Übrigen von CrossFit unabhängig sind. Nach eigenen Angaben ist das Unternehmen kein Franchisingsystem, sondern versteht seine Affiliates als „Bund legitimer Fitnesspraktiker, die sich um […] Übungen und Ressourcen unter dem CrossFit-Namen vereinigt haben“.
CrossFit bietet drei Kurse für Trainer an: Einen zweitägigen „Level 1 Trainer’s Certificate Course“, der mit einem schriftlichen Multiple-Choice-Test abgeschlossen wird, einen ebenfalls zweitägigen „Coach’s Prep Course“ und einen „Level 2 Coach’s Course“, der aus einer schriftlichen Prüfung und einem Leistungstest besteht.
Wer über ein „Level-1“-Zertifikat verfügt, kann für eine jährliche Gebühr von 3.000 Dollar beantragen, ein Affilitate zu werden, und eine eigene CrossFit-Box eröffnen.
Diese Zertifizierungen und die Affiliate-Gebühr sind auch die Haupteinnahmequellen für das Unternehmen CrossFit. Der Gesamtumsatz aller mit CrossFit assoziierten Firmen soll 4 Milliarden Dollar pro Jahr betragen.
CrossFit zertifiziert CrossFit-Trainer aufgrund von positiv absolvierten Prüfungen und lizenziert den Namen CrossFit für die CrossFit-Boxen. Partnern steht es frei, ihr eigenes Trainingsprogramm mit individueller Preisgestaltung und Lehrmethoden anzubieten. Viele CrossFit-Athleten und -Trainer sehen sich als Teil einer konträren Aufstandsbewegung, die herkömmliche Fitnessweisheiten in Frage stellt. Die virtuelle Gemeinschaft in Form von z. B. Austausch in Foren ist bei CrossFit bemerkenswert. Das Unternehmen sagt, dass dieser dezentrale Ansatz einige ähnliche gemeinsame Merkmale mit Open-Source-Software-Projekten besitzt, und es ermöglicht die beste Ausführung, die aus einer Vielzahl von verschiedenen Ansätzen entsteht. Dies wird allerdings von einigen Fachexperten und Partnern, die sich von CrossFit getrennt haben, bestritten. CrossFit bietet Programme für Kinder, schwangere Frauen, Senioren, Fußballer, Kandidaten für militärische Spezialeinheiten und Ausdauersportler wie Triathleten, Läufer, Schwimmer und Ruderer an. Dies wird vor allem durch die Anpassung und Skalierung der eingesetzten Übungen auf die individuelle Leistungsfähigkeit jedes einzelnen Trainierenden ermöglicht.

### Geschichte
CrossFit wurde vom ehemaligen High-School-Turner Greg Glassman und seiner Exfrau Lauren Glassman 1980 entwickelt. Der erste CrossFit-Fitnessraum wurde 1995 in Santa Cruz eröffnet, im selben Jahr, in dem auch Glassman angeheuert wurde, die Polizei in Santa Cruz auszubilden. In einem siebenwöchigen Test, der im Jahr 2005 in Gagetown, New Brunswick an der kanadischen Infanterieschule durchgeführt wurde, erzielte CrossFit in den meisten Fitness-Kategorien bessere Ergebnisse, verglichen mit dem vorherigen körperlichen Trainingsprogramm. Bei der Kategorie des vertikalen Sprungs erzielte jedoch eine CrossFit-Gruppe eine Reduktion der Durchschnittshöhe um 0,7 cm, während die Kontrollgruppe einen leichten Anstieg in der durchschnittlichen Sprunghöhe erzielte. Außerdem gab es in einer anderen CrossFit-Gruppe keine Erhöhung bei der Ausführung der Klimmzüge, während die Kontrollgruppe einen leichten Anstieg verzeichnen konnte. Die Zahl der Partner (Affilitates) wuchs von 18 im Jahr 2005 auf fast 1.700 im Jahr 2010. Trainer für das Gewichtheben, die bei CrossFit zugehörig sind, sind unter anderen Louie Simmons, Bill Starr und Mike Burgener. Der ehemalige NFL-Spieler John Welbourn entwickelte das CrossFit-Football-Programm. Andere Fachexperten bei CrossFit sind Nicholas Romanov, Erfinder der Pose-Methode des Laufens, und Barry Sears, Begründer der Zonen-Diät. Früher zugehörende Fitness-Experten sind Mark Twight, Dan John, Mark Rippetoe, Robb Wolf, Garrett Smith und Greg Everett. CrossFit bietet zudem spezielle Seminare für beispielsweise Gymnastik, olympisches Gewichtheben, Powerlifting, Laufen und Ausdauer, Kettlebells, Mobilität und Erholung, CrossFit Kinder und CrossFit Fußball, die mit einem Zertifikat abgeschlossen werden, an. In der Vergangenheit wurde auch eine Springseil-Zertifizierung angeboten.

### Rezeption
CrossFit wurde „verschiedentlich als ein Fitnessunternehmen, eine Gesundheits-Volksbewegung, ein aufkommender Sport, eine Modeerscheinung, ein Verlagsgeschäft und manchmal, abschätzig, als ein Kult bezeichnet.“

## CrossFit in Deutschland
Anhand einer Stichprobe von rund 3000 CrossFit-Athleten sowie einer Umfrage unter 100 CrossFit-Boxen hat das Unternehmen Fitogram 2015 erstmals die deutsche CrossFit-Landschaft genauer untersucht. In Deutschland trainierten am Stichtag im Oktober 2015 insgesamt 23.000 Menschen in rund 190 CrossFit-Boxen. Seit der Einführung in Deutschland 2009 hat sich die Zahl der Athleten mehr als versechsfacht. Stand März 2020 gibt es 274 CrossFit-Boxen in Deutschland. Rund 60 Prozent der CrossFit-Athleten sind männlich. Geschlechtsunabhängig trainieren die CrossFit-Athleten durchschnittlich knapp zweimal pro Woche.

## Kritik
Laut Stuart McGill, einem Professor für Wirbelsäulen-Biomechanik an der Universität von Waterloo, überwiegt das Verletzungsrisiko bei einigen CrossFit-Übungen, wenn sie mit einer schlechten Ausführungsform in zeitlich begrenzten Trainingseinheiten durchgeführt werden, den gesundheitlichen Nutzen. Er fügte hinzu, dass es ähnliche Risiken in anderen Trainingsprogrammen gebe, es jedoch durch die CrossFit-Online-Gemeinschaft Sportlern ermöglicht wird, das Programm ohne richtige Übungsausführung durchzuführen, was das Risiko erhöht.
Weitere Kritiker in Bezug auf CrossFit verweisen auf den Mangel an Periodisierung, unlogische oder willkürliche Übungssequenzen und die Problematik der Akkreditierung eines Standards für Ausbilder und Partner.